# Libéma Open 2024
Libéma Open 2024 — тенісний турнір, що проходив на трав'яних кортах у місті Гертогенбос, Нідерланди з 10 до 16 червня. Належав до категорії ATP 250, був турніром серії Rosmalen Grass Court Championships 2024 року.

## Фінальна частина

### Чоловіки, одиночний розряд
Алекс де Мінор —  Себастьян Корда 6–2, 6–4

### Жінки, одиночний розряд
Людмила Самсонова —  Б'янка Андреєску 4–6, 6–3, 7–5

### Чоловіки, парний розряд
Натаніел Ламмонс /  Джексон Вітроу —  Веслі Колгоф /  Нікола Мектич 7–6(7–5), 7–6(7–3)

### Жінки, парний розряд
Інгрід Ніл /  Бібіана Схофс —  Тереза Мігалікова /  Олівія Ніколлз 7–6(8–6), 6–3